# 公孫景茂
公孙景茂（519年—605年），字元蔚，隋朝人物，河间郡阜城县人。
公孙景茂容貌魁梧，年轻时好学，博通经史。在北魏，察孝廉，射策甲科，担任襄城王长史，兼行参军。转任太常博士，对礼仪多有建树，时人称他为书库。后历任高唐县令、大理正，都有能干之名。北齐灭亡，周武帝听说他于是召见，和他交谈后器重他，授任为济北郡太守。以为母服丧去职。
开皇初年，隋文帝下诏征召入朝，询问治国政术，拜为汝南郡太守。郡废，转任曹州司马。在职数年，因老病请求致仕，特地下诏不许。不久转任息州刺史，法令清静，德化大行。当时平陈战役，出征的人在路上患有疾病，公孙景茂撤减俸禄，为煮粥熬制汤药，分别赈济，靠他救活的数以千数。文帝听闻嘉赏，下诏宣告天下。开皇十五年（595年），隋文帝临幸洛阳，公孙景茂谒见，时年七十七岁。文帝命他在殿上坐，问他年寿。公孙景茂以实相对。文帝可惜他老了，感叹很久。公孙景茂再次下拜：“吕望八十岁遇周文王，臣超过七十岁相逢陛下。”文帝很高兴，赐给他织物三百段。任命他为上仪同三司，伊州刺史。第二年，因病征召入朝，官民在路上号泣。病好了，再次请求退休，又不许，转任道州刺史。还用俸禄买牛犊鸡猪，分给孤儿和病弱生活不能自理的。喜欢单骑巡行，到百姓家中阅视百姓产业。有持家好的，在集会时褒扬称述。如有过错，随即训导，但不宣扬。于是人们行仁义谦让，互通有无，男子相助耕种，妇人一起纺绩。大村或数百户，都如一家之务。其后请退休，皇帝特地下诏听从。仁寿年间，上明公杨纪出使河北，见公孙景茂精力不衰，于是回奏。于是拜任淄州刺史，赐给他马车，不用入朝就去上任。前后历官，都有德政，论者称他为好地方官。大业元年（605年）在官任上去世，时年八十七岁。谥号康。去世之日，诸州赴丧的官民数千人，有的没有赶上葬礼，都望坟恸哭，随地祭祀而去。

## 延伸阅读
[在维基数据编辑]
 《隋書·卷73》，出自魏徵《隋书》